# Sazenský mlýn
Sazenský mlýn v Sazené v okrese Kladno je mlýn, který stojí na Bakovském potoku v severozápadní části obce při silnici na Ledčice nedaleko kamenného mostu se sochami. Je chráněn jako nemovitá kulturní památka České republiky; předmětem ochrany je mlýn, stodola a k tomu náležející pozemek s ohradní zdí s branou. V budově mlýna je vestavěna pevnůstka vybudovaná v rámci československého opevnění.

## Historie
Vodní mlýn je zmíněn roku 1544, kdy „Urban mlynář z Sazeného …“ koupil „…mlýn tu u vsi Sazenýho ležící“. V letech 1569 a 1577 byl majitelem mlýna Gryspek z Gryspachu, který vedl spor s Davidem Boryně ze Lhoty. Spor se týkal několikerého poničení náhonu vedoucího k mlýnu; mlýn v těch letech byl zděný, o dvou složeních a s doškovou střechou.
V roce 1757 koupil obec s mlýnem klášter premonstrátek v Doksanech, jehož představený opat Josef Václav Winkelburg nechal mlýn nákladně přestavět.
29. dubna 1784 je v kupní smlouvě uvedeno jméno mlynáře Václava Hájka, který se jako znalec počasí dělil o své zkušenosti s astronomem a meteorologem Antonínem Strnadem (1746–1799); tento meteorolog žil poslední rok svého života právě v Sazené. Hájek také vynikal v řemesle mlynářském a býval zván k různým vodohospodářským komisím.
Po zrušení doksanského kláštera roku 1782 při reformách císaře Josefa II. získal o tři roky později velkostatek i s mlýnem rod Kinských. Kinští po zrušení roboty statek a mlýn pronajímali. V 19. století měl mlýn řadu problémů s povodněmi a často protrženým náhonem a jeho pronájem byl v roce 1830 dán do dražby; dražba však proběhla až roku 1869.
Po roce 1879 nový nájemce JUDr. Žáček z Prahy modernizoval strojní vybavení, vodní kola nahradil Francisovou turbínou a mlel na mlecí lince s francouzskými kameny od firmy Hübner a Opitz Pardubice.
Roku 1921 kvůli pozemkové reformě rod Kinských přišel o půdu a nemovitosti v Sazené a nájemce Šedivý získal mlýn do vlastnictví. Roku 1943 bylo mletí zastaveno a po skončení války byl mlýn roku 1950 znárodněn.

### Objekt československého opevnění ve mlýně
Roku 1938 byl do interiéru mlýna vestavěn atypický lehký objekt československého opevnění. Zesílená pevnůstka č. 25a typu Z2 byla vybudována v rámci stavebního úseku A-1 Velvary jako součást Pražské čáry.

## Popis
Mlýn stojí ve svahu nad náhonem. Jeho budova na obdélném půdorysu je kryta mansardovou střechou s bohatě členěnými fasádami. Při východním nároží je situovaná vjezdová brána, na kterou navazuje ohradní zeď. Stodola je umístěná ve východním rohu areálu štítem k silnici a kolmo k ní jsou podél ohradní zdi umístěné přízemní chlívky. V jižní a západní části areálu je zahrada vymezená ohradní zdí.
Voda tekla na vodní kolo náhonem a poté se odtokovým kanálem vracela zpět do potoka. V provozu zde byly také krupní stoupy, zmiňované v kupní smlouvě z roku 1784. Původně zde k pohonu mlýna sloužila tři vodní kola na vrchní vodu. Při modernizaci mlýna po roce  1879 nahradila vodní kola Francisova vertikální turbína značky Kohout, která měla při spádu 3,2 metry a průtoku 350 l/s výkon 12 HP. V roce 1930 měl mlýn jednu Francisovu turbínu o spádu 3,30 metry a výkonu 9,9 HP.